# 袁國強
袁國強，大紫荊勳賢，SC，JP（1964年6月17日—）廣東東莞人，是現任香港國際仲裁中心、香港資深大律師成員，曾出任香港特别行政區政府第3任律政司前司長、香港大律師公會主席以及廣東省政協委員。梁振英政府上場在任行政長官時期，2013年與時任律政司司長袁國強、政務司司長林鄭月娥、政制及內地事務局局長譚志源等合稱「政改三人組」。在任期間，他是其中一位未婚的問責官員。
曾於1989年的《八九民運報章廣告專輯》登報廣告，聯署聲明支持「八九學運」。

## 簡歷
袁國強祖籍廣東東莞，自小在九龍黃大仙上邨的前身黃大仙徙置區長大，有6名兄弟姊妹，均已移民美國並入籍成為美國公民，他在家中排行最小，於黃大仙官立小學以及伊利沙伯中學畢業，其後就讀於香港大學法律系，於1986年畢業，与戴耀廷同屆，於1987年取得法律深造證書，並且獲得大律師資格，於1988年開始執業。他父親曾是政府物料供應處的木匠，思想較傳統，希望他將來能當醫生，但他的中學成績未足夠就讀理科，意味不能入讀醫科，但踏上了法律之路。
袁國強曾經跟隨香港最高法院法官包華禮及資深大律師駱應淦實習。於1995年於新加坡取得律師資格，同年獲前律政司唐明治、御用大律師湯家驊等邀請加入大律師事務所天博大律師事務所（Temple Chambers）。
於1997年取得香港城市大學法學碩士學位，跟隨王貴國、梁美芬夫婦學習中國法律和憲法。
2003年，袁國強被委任為資深大律師，於2006年曾獲委任為香港高等法院原訟庭特委法官。
於2007年獲選為香港大律師公會主席，於2008年1月17日自動當選連任。
2009年，獲委任為廉政公署貪污問題諮詢委員會委員，同年擔任政府中央政策組非全職顧問，於2010年獲委任為強積金管理局非執行董事及香港教育學院校董，並且成為交通諮詢委員會主席。
2012年6月28日獲得香港特別行政區行政長官梁振英提名，被國務院任命为第4屆香港特别行政区政府律政司司長，接任黃仁龍，於2012年7月1日起就職至今。港大民研於2017年10月公布特首及司局長的民望調查結果，其中袁的支持度評分僅有43.4分，民望淨值為-9%，為他上任以來的最低點。
2017年10月底，律政司司長袁國強回應習近平總書記在中共十九大報告中，指中央對港擁有「全面管治權」時着市民毋需將「全面管治權」無限放大，又指若中央對港沒有全面管轄權，根本無可能授權香港享有高度自治權，兩者並無衝突。另外有報道指袁國強會於2018年初，待完成「一地兩檢」工作便會離任律政司司長。
袁國強以私人理由請辭，並指出不是輕率決定辭職。曾與袁國強一同推動政改的譚志源認為袁國強是因健康而辭職，而他在任內亦多次因腸胃問題入院治理。2018年1月5日，國務院免去資深大律師兼律政司司長袁國強的職務，並根據行政長官林鄭月娥的建議和提名，委任資深大律師鄭若驊為律政司司長，翌日生效，至1月6日（翌日），同時完成後一地兩檢的方案，以及將會正式開始休假，並重返律師事務所執業工作。林鄭月娥並讚賞袁國強在政府工作5年半期間表現卓越，致力維護香港法治，對工作充滿熱誠，林也認為袁是她和其他問責官員非常敬重的同事。
2018年，獲香港樹仁大學榮譽法學博士。
2021年，獲香港城市大學榮譽法學博士。

## 公職
- 交通諮詢委員會主席（2010年－2012年）
- 香港大律師公會主席（2007年－2009年）
- 司法人員推薦委員會委員（2009年－）
- 高等法院原訟法庭特委法官（2006年－）
- 高等法院規則委員會委員（2009年－）
- 高等法院暫委副司法常務官（2002年－2003年）
- 律政司調解專責小組成員（2010年－）
- 廉政公署貪污問題諮詢委員會委員（2009年－）
- 中央政策組非全職顧問（2009年－2010年）
- 強積金管理局非執行董事（2010年－）
- 香港會計師公會紀律小組A召集人（2006年－）
- 香港教育學院校董（2010年－）
- 樹仁大學法律與商業學系兼任教授（2010年－）
- 廣東省政協委員（2008年－2012年）
- 香港特别行政區政府律政司司長（2012年－2018年）

## 私人生活
袁國強曾在1990年代與一名女士舉行「婚宴」，兩人以夫婦相稱生活，但袁國強從未與該女子註冊結婚。另外，他有吸煙習慣。

## 外部連結
| 官衔          | 官衔                                   | 官衔          |
| ------------- | -------------------------------------- | ------------- |
| 前任： 戴啟思 | 香港大律師公會主席 · 2008年 - 2009年   | 繼任： 高浩文 |
| 前任： 黃仁龍 | 律政司司長 2012年7月1日 - 2018年1月6日 | 繼任： 鄭若驊 |